# Leon Washington
(en) Statistiques sur pro-football-reference
Leon Washington (né le 29 août 1982 à Jacksonville) est un joueur américain de football américain. Il joue comme running back et surtout kick returner. Il est le codétenteur avec Joshua Cribbs et Cordarrelle Patterson du nombre de touchdowns marqués sur des kick return avec huit.

## Enfance
Washington joue dans l'équipe de la Andrew Jackson High School. En 2001, il remporte le titre de Mister Football pour l'État de Floride.

## Carrière

### Université
Il entre ensuite à l'université d'État de Floride, jouant avec l'équipe de l'établissement, les Seminoles. Lors de sa seconde saison, il change de poste, passant de cornerback à running back.

### Professionnel

#### Jets de New York
Leon Washington est sélectionné au quatrième tour du draft de la NFL de 2006 par les Jets de New York au 117e choix. Lors du second match de pré-saison 2006, Leon effectue un kick return de quatre-vingt-sept yards contre les Redskins de Washington. La saison 2006 débute et Washington se contente d'un poste de remplaçant. Lors du cinquième match de la saison, contre les Jaguars de Jacksonville, il parcourt pour la première fois de sa carrière cent yards en un match dans un match où les Jets s'inclinent 41-0. Le 22 octobre, il parcourt 129 yards contre les Lions de Détroit et marque deux touchdowns pour une victoire 31 à 24. Il finit sa première saison en NFL avec seize matchs joués dont huit comme titulaire, avec 151 courses pour 151 yards et quatre touchdowns ainsi que vingt-cinq ballons reçus sur des passes pour 270 yards.
En 2007, il fait sensation en marquant trois touchdowns sur des kick return et trois sur des rushs. Malgré cela, Washington se démarque surtout pour son rôle dans l'escouade spéciale et ne figure pas ou rarement au poste de tunning back. En 2008, Leon marque un touchdown de quatre-vingt-douze yards en retournant un kick return contre les Patriots de la Nouvelle-Angleterre. Il surpasse Justin Miller au classement des touchdowns sur kick return pour les Jets après avoir marqué un quatrième touchdown lors du onzième match de la saison 2008.
La saison 2009 de Washington est terminé à cause d'une blessure subie lors du septième match de cette saison contre les Raiders d'Oakland. Le 15 avril 2010, il signe une extension de contrat avec les Jets pour un an d'une valeur de 1,759 million de dollars.

#### Seahawks de Seattle
Neuf jours après sa prolongation de contrat, Leon est échangé au Seahawks de Seattle contre le cinquième tour des Seahawks au draft de la NFL 2010. Il arbore le numéro #33 car le numéro #29 est donné à Earl Thomas, premier choix des Jets au draft.
Le 26 septembre 2010, Washington inscrit deux touchdown en retournant des kick returns dans le même match, contre les Chargers de San Diego, un lors du coup d'envoi parcourant 101 yards (record des Seahawks) et le second lors du quatrième quart après avoir couru quatre-vingt-dix-neuf yards. Cette saison lui permet d'afficher sept touchdowns sur kick return dans sa carrière.
Le 1er mars 2011, il signe une prolongation de contrat de quatre ans d'une valeur de 12,5 millions de dollars avec Seattle. Néanmoins, après la signature par les Seahawks de Percy Harvin, il est libéré le 12 mars 2013.

#### Patriots de la Nouvelle-Angleterre
Il signe en 2013 avec les Patriots de la Nouvelle-Angleterre. Néanmoins, Washington n'est pas retenu dans l'effectif final pour le début de cette nouvelle saison.